# Sartwellia
Sartwellia là một chi thực vật có hoa trong họ Cúc (Asteraceae).

## Loài
Chi Sartwellia gồm các loài: